# 坂元薫
坂元 薫（さかもと かおる、1956年11月5日-）は、東京都出身の精神科医、精神医学者、元東京女子医科大学病院神経精神科教授。赤坂クリニック院長、坂元薫うつ治療センター長。専門は、気分障害、不安障害の臨床と臨床研究。その専門領域においては日本を先導する医師のひとり。

## 経歴
1956年、東京都生まれ。栄光学園中学校・高等学校を経て1982年東京医科歯科大学医学部卒業。その後、東京女子医科大学病院神経精神科にて研修。1984年、同大学助手。1985〜87年、旧西ドイツ政府給費留学生としてボン大学病院精神科留学。1989年、医学博士。1993年、東京女子医科大学病院神経精神科講師。1999年、同大学助教授。2007年、同大学教授に就任。2016年、赤坂クリニック坂元薫うつ治療センター長。2020年、赤坂クリニック院長に就任。

## 人物
「将来は人の役に立つ仕事がしたい」という思いから、子供の頃には医師か弁護士になりたいと考えるようになり、中学3年生の時に医師を志すようになった。　東京医科歯科大学医学部卒業後、東京女子医科大学病院神経精神科および関連施設にて長期に渡り治療に取り組む。また、来院した患者に対しては、「お辛いなか、よくぞ来られました。」という気持ちで接することを心がけており、患者がどのような悩みを抱え、苦しみを感じ、恐怖感や不安を感じているのかを理解することに努めている。気分障害、不安障害の臨床と研究に従事。臨床面での実務や研究だけでなく、さまざまな講演や著書を通じて、広く心の病に対する「正しい知識の普及」に注力した啓発活動を行っている。心の病に関する最新の知見が語られる講演は、幅広い層から人気を博しており、講演回数は約1300回に及ぶ。また、自殺予防対策などを目的とした啓発のための講演活動で全国を回り、2018年9月には講演全国5周（全都道府県で5回以上の講演）を実現している。2022年9月現在、講演全国6周達成まであと4県と迫っているが、コロナ禍のため足踏み状態にある。

## エピソード
趣味として、クラシック音楽鑑賞(ショパン、ブラームス、チャイコフスキー、ラフマニノフ、マーラーなど)を好む。また、自身もピアノやチェロを弾く。他にも、映画鑑賞を好み、(『ボヘミアン・ラプソディ』を観て涙した経験がある)。(および配偶者談)
日課として、早朝ランを欠かさない。天候に関係なく毎朝5時に起床し3~4kmを走る。
国内外を問わず、講演会や学会などで訪れる先々にても早朝ランは欠かさず、城を見物するのが楽しみ。

動物好きであり、「生まれ変わったら鳥の医者になりたい」とよく呟く(配偶者談)。

「clintal BETA」における旧西ドイツ留学時の回想インタビューでは、「ボン大学病院での診察風景は日本と異なり、病棟にある医師の部屋に患者さんを呼んで診察していました。また、患者さんはいつでも医師の部屋を訪れることができる、そんな環境でした。ボン大学病院はライン川を見下ろす小高い丘の上というとても良い環境の中にありました。患者さんと一緒に朝もやの中に古城とライン川を望む小径を散歩したり、白樺にリスが遊ぶ、そんな見晴らしの良い庭で患者さんたちとお茶会をしたりすることもありましたね。」と回想している。

## 主な学会役職など
- NPO法人日本うつ気分障害協会（MDA-JAPAN）理事
- 日本うつ病学会評議員
- 日本不安症学会評議員
- 日本精神科診断学会評議員
- 日本ポジティブサイコロジー学会評議員
- 精神保健指定医
- 精神神経学会専門医・指導医
- 日本医師会認定産業医
- 医学博士

## 著書

### 単書・共書・監修
- 「気分障害の臨床  - エビデンスと経験 - 」星和書店　1999年（神庭重信、樋口輝彦と共著）
- 「非定型うつ病」PHP研究所　2011年（監修）
- 「うつ病の誤解と偏見を斬る」日本評論社　2014年（単著）
- 「そのからだの不調、ホントはうつですよ」平凡社　2014年（単著）
- 「気分障害の臨床を語る  - 変わること、変わらないこと - 」創元社　2018年（神庭重信、樋口輝彦と共著）
- 「うつ病の誤解と偏見を斬る」日本評論社　2014年（単著）

### 主な分担執筆
- 「Affective Disorder-Perspective on Basic Research and Clinical Practice」Brunner/Mazel　1993年
- 「死の医学—自殺評価とその予防」日本プランニングセンター　1993年
- 「精神科臨床における症例からの学び方」日本評論社　1994年
- 「抗うつ薬の科学ー基礎と臨床的検証ー」星和書店　1995年
- 「不安症の時代」日本評論社　1997年
- 「生体リズムと精神疾患」学会出版センター　1997年
- 「こころのソムリエ」弘文堂　1998年
- 「うつ病—私の出会った患者さん」日本評論社　1998年
- 「臨床精神医学講座, 第４巻,気分障害」中山書店　1998年
- 「臨床精神医学講座老年期精神障害,気分障害」中山書店　1998年
- 「強迫性障害—わかっちゃいるけど止められない症候群」日本評論社　1999年
- 「人はなぜ人を恐れるか 　対人恐怖と社会恐怖」日本評論社　2000年
- 「全国精神科講座担当者会議治療ガイドライン-気分障害」　医学書院　2004年
- 「非定型うつ病」日本評論社　2008年
- 「専門医のための精神科臨床ルミュエール：操作的診断vs従来診断―非定型精神病とうつ病をめぐってー」中山書店　2008年
- 「専門医のための精神科臨床ルミュエール：双極性障害」中山書店　2008年
- 「専門医のための精神科臨床ルミュエール：精神科診療における根拠とその説明」中山書店　2009年
- 「専門医のための精神科臨床ルミュエール：職場復帰のノウハウとスキル」中山書店　2009年
- 「専門医のための精神科臨床ルミュエール：難治性精神障害へのストラテジー」中山書店　2010年

### 主な英文論文
- Sakamoto K et al: A nationwide survey of seasonal affective disorder at 53 outpatient　university clinics in Japan．Acta Psychiatrica　Scandinavica 87: 258-265,1993
- Sakamoto K et al: A longitudinal follow-up study of seasonal affective disorder. American Journal of Psychiatry 152:862-868,1995
- Sakamoto K　et al: The impact of attempted suicide on the symptoms and course of mood disorders, Journal of Clinical Psychiatry 64:121-1216, 2003

## 主なTV出演
『名医にQ』NHK教育　（2011年9月 放送）
『世界一受けたい授業』日本テレビ　（2014年2月22日、2020年6月13日 放送）